# Кобяйский улус

Физическая карта Кобяйского улуса

Кобяйский улус (район) (якут. Кэбээйи улууһа) — административно-территориальная единица (улус или район) и муниципальное образование (муниципальный район) в Республике Саха (Якутия) Российской Федерации.
Административный центр — посёлок городского типа Сангар (3,2 тыс чел.). Другие крупные населённые пункты - сёла Кобяй (2,1 тыс. чел.), Сайылык (1,1 тыс. чел.), Себян-Кюёль (0,7 тыс. чел.).

## География
Площадь — 107,8 тыс. км². Расположен в северной части Центральной Якутии. Граничит на севере с Эвено-Бытантайским улусом, на северо-востоке — с Верхоянским, на востоке — с Томпонским районом, на юге — с Усть-Алданским, Намским и Горным улусами, на западе — с Вилюйским и на северо-западе — с Жиганским. Географически это самый центральный улус Саха, именно тут находится центр Республики Саха.
Природные условия
Рельеф улуса горно-равнинный: на севере и северо-востоке — Верхоянский хребет, остальную часть улуса занимает Центральноякутская низменность.
Средняя температура января от −36 °C в горах до −40 °C в долине, июля от +10 °C в горах до +18 °C в долине. Осадков выпадает в год от 200—250 мм на востоке до 500—600 мм в горах.
Крупные реки — Лена (между устьями притоков Алдан и Линде) и её приток река Вилюй в низовье. Другие реки: Лямпушка (длина 299 км), Люнкюбэй (длина 114 км), Мундалык (длина 103 км), Баламакан (длина 65 км).
На равнине много озёр, самое крупное из них — Ниджили (Нидьили) (площадь зеркала 119 км², длина 33,5 км), также значительные озёра — Бырангатталах-Кюёль, Мандыя и Малыда.
На территория улуса расположен национальный Усть-Вилюйский природный парк.

## История
Территория улуса издавна была заселена эвенами, эвенками и якутами.
Кобяйский район образован 20 апреля 1937 года из отдалённых населённых пунктов Намского, Горного и Вилюйского районов с центром в селе Кобяй. В 1959 году административный центр был перенесён в Сангар. В 1962 году были присоединены Себян-Кюёльский, Сеген-Кюёльский наслеги упразднённого Саккырырского района.

## Население
| 1970    | 1979    | 1989    | 2002    | 2005    | 2009    | 2010    | 2011    | 2012    |
| ------- | ------- | ------- | ------- | ------- | ------- | ------- | ------- | ------- |
| 15 040  | ↗18 914 | ↗20 352 | ↘14 178 | ↘14 002 | ↘13 164 | ↗13 680 | ↘13 628 | ↘13 324 |
| 2013    | 2014    | 2015    | 2016    | 2017    | 2018    | 2019    | 2020    | 2021    |
| ↘13 048 | ↘12 881 | ↘12 880 | ↘12 755 | ↘12 554 | ↘12 429 | ↘12 262 | ↘12 139 | ↘11 352 |
| 2022    | 2023    |         |         |         |         |         |         |         |
| ↘11 293 | ↘11 188 |         |         |         |         |         |         |         |

Средний возраст населения — 30 лет.

### Урбанизация
В городских условиях (пгт Сангар) проживают 29,23 % населения района.

### Национальный состав
| национальность | человек | %     |
| -------------- | ------- | ----- |
| якуты          | 9 209   | 64.95 |
| русские        | 3 425   | 24.16 |
| эвены          | 809     | 5.71  |
| украинцы       | 235     | 1.66  |
| эвенки         | 64      | 0.45  |
| другие         | 436     | 3.07  |

Село Себян-Кюёль является местом компактного проживания эвенов.

## Муниципально-территориальное устройство
Кобяйский улус (район), в рамках организации местного самоуправления, включает 12 муниципальных образований, в том числе 1 городское поселение и 11 сельских поселений (наслегов), а также 1 межселенную территорию без статуса муниципального образования:
| №         | Муниципальное образование                | Административный центр | Количество населённых пунктов | Население (чел.) | Площадь (км²) |
| --------- | ---------------------------------------- | ---------------------- | ----------------------------- | ---------------- | ------------- |
| 1         | посёлок Сангар                           | пгт Сангар             | 3                             | ↘3441            | 18298,01      |
| 2         | Арыктахский наслег                       | село Арыктах           | 3                             | ↗495             | 2584,31       |
| 3         | Кировский (эвенский национальный) наслег | село Сегян-Кюёль       | 2                             | ↘536             | 14521,43      |
| 4         | Кобяйский наслег                         | село Кобяй             | 3                             | ↘2242            | 3992,36       |
| 5         | Куокуйский наслег                        | село Аргас             | 2                             | →744             | 2173,19       |
| 6         | Ламынхинский наслег                      | село Себян-Кюёль       | 1                             | →774             | 51283,50      |
| 7         | Лючинский 1-й наслег                     | село Багадя            | 2                             | ↗296             | 773,13        |
| 8         | Лючинский 2-й наслег                     | село Мастах            | 3                             | ↘618             | 228,54        |
| 9         | Мукучунский наслег                       | село Сайылык           | 1                             | ↗1128            | 2806,87       |
| 10        | Нижилинский наслег                       | село Чагда             | 1                             | ↗527             | 2405,06       |
| 11        | Ситтинский наслег                        | село Ситте             | 1                             | ↗469             | 5877,79       |
| 12        | Тыайинский наслег                        | село Тыайа             | 1                             | ↗454             | 2845,10       |
| 12.000001 | межселенная территория                   |                        | 0                             | 0                |               |

### Населённые пункты
В Кобяйском улусе 23 населённых пункта.
| №  | Населённый пункт | Тип  | Население | Муниципальное образование                |
| -- | ---------------- | ---- | --------- | ---------------------------------------- |
| 1  | Авиапорт         | село | ↘152      | посёлок Сангар                           |
| 2  | Аргас            | село | ↘556      | Куокуйский наслег                        |
| 3  | Арыктах          | село | ↗342      | Арыктахский наслег                       |
| 4  | Арылах           | село | ↗125      | Лючинский 1-й наслег                     |
| 5  | Багадя           | село | ↗180      | Лючинский 1-й наслег                     |
| 6  | Батамай          | село | ↘210      | Кировский (эвенский национальный) наслег |
| 7  | Быранатталах     | село | →0        | Лючинский 2-й наслег                     |
| 8  | Кальвица         | село | ↘149      | Куокуйский наслег                        |
| 9  | Кобяй            | село | ↘2172     | Кобяйский наслег                         |
| 10 | Люксюгюн         | село | ↗228      | Арыктахский наслег                       |
| 11 | Мастах           | село | ↘465      | Лючинский 2-й наслег                     |
| 12 | Мастах 2-й       | село | ↘0        | Лючинский 2-й наслег                     |
| 13 | Ойун-Унгуохтах   | село | →0        | Кобяйский наслег                         |
| 14 | Сага             | село | →0        | Кобяйский наслег                         |
| 15 | Сайылык          | село | ↗1128     | Мукучунский наслег                       |
| 16 | Сангар           | пгт  | ↗3270     | посёлок Сангар                           |
| 17 | Себян-Кюёль      | село | →774      | Ламынхинский наслег                      |
| 18 | Сегян-Кюёль      | село | ↘242      | Кировский (эвенский национальный) наслег |
| 19 | Ситте            | село | ↗469      | Ситтинский наслег                        |
| 20 | Смородичный      | село | →0        | посёлок Сангар                           |
| 21 | Тыайа            | село | ↗454      | Тыайинский наслег                        |
| 22 | Хатырык-Хомо     | село | ↘0        | Арыктахский наслег                       |
| 23 | Чагда            | село | ↗527      | Нижилинский наслег                       |

### Упразднённые населённые пункты
- 1998 год — посёлки Бакыр Мукучунского наслега, Илин-Мукучу Люччегинского II наслега, Кыталыктах Ниджилинского наслега, Сюрюн-Кюель Ламынхинского наслега, Тас-Тумус Усть-Вилюйского наслега, Энгельс Ситтинского наслега[27]
- 1999 год — посёлки Ат-Баса Куокуйского наслега и Ыал-Усуга Кировского наслега[28].

## Экономика
Ведущей отраслью является сельское хозяйство (скотоводство, свиноводство, коневодство, оленеводство, птицеводство, клеточное звероводство, растениеводство открытого и закрытого грунта, рыболовство, добыча пушнины). По поголовью оленей улус занимает в Якутии 1-е место, по поголовью клеточных зверей — 2-е.
К услугам населения — комбинат бытового обслуживания, типография, клубные учреждения, народный театр в селе Кобяй, профтехучилище, общеобразовательные школы, спортивная школа и детские школы искусств.
По состоянию на 1 июня 2006 года на учёте в налоговой инспекции по Кобяйскому улусу состоит 204 юридических лиц и их структурных подразделений. В том числе 26 государственных предприятий, 4 муниципальных унитарных предприятия, 24 государственных учреждения, 86 муниципальных учреждений, 11 общественных организаций, 53 предприятия негосударственной формы собственности, в том числе 1 коллективное предприятие, 1 ИЧП, 6 крестьянских хозяйств, 4 потребобщества, 22 ООО, 13 СХПК, 2 родовые общины, 1 артель, 3 фонда.

### Минерально-сырьевая база
На территории улуса имеются месторождениями золота, серебра, свинца, цинка, природного газа, каменного угля, строительных материалов.
В 1998 году по решению Министерства энергетики РФ была закрыта угольная шахта «Сангарская». В 1998 году в ней начался пожар, который в 2017 году так и не потушен.
Мастахское газоконденсатное месторождение к 2008 году находится в завершающей стадии разработки.
На территории улуса расположено крупное Эндыбальское серебряно-свинцовое месторождение, которое известно ещё с середины XVIII века.

### Транспорт
В зимнее время действует автодорога «Кобяй» («Асыма — Кобяй — Сангар»).
Аэропорт в посёлке Сангар.
Пристани на Лене — Сангар, Батамай, на Вилюе — Промышленный, Хатырык-Хомо, Бакыр.